# Saison 4 de FBI : Portés disparus
Chronologie
Saison 3 Saison 5
Cet article présente les résumés des épisodes de la quatrième saison de la série télévisée FBI : Portés disparus (Without a Trace).

## Distribution

### Acteurs principaux
- Anthony LaPaglia (VF : Michel Dodane) : John Michael « Jack » Malone
- Marianne Jean-Baptiste (VF : Pascale Vital) : Vivian « Viv » Johnson
- Poppy Montgomery (VF : Rafaele Moutier) : Samantha « Sam » Spade
- Enrique Murciano (VF : Olivier Jankovic) : Danny Taylor, né Alvarez
- Eric Close (VF : Guillaume Lebon) : Martin Fitzgerald
- Roselyn Sanchez (VF : Laëtitia Lefebvre) : Elena Delgado[1] (dès l'épisode 3)

### Acteurs récurrents  et invités
- Joshua Gomez : James Mackeroy (18 épisodes)
- Martin Landau (VF : Pierre Hatet) : Frank Malone (épisode 10)
- Laura Marano : Kate Malone (épisode 21)
- Anna Belknap : Paige Hobson (épisode 1)
- Charles Mesure : Emil Dornvald (épisode 1)
- Peyton List : Dina Kingston (épisode 3)
- Justin Kirk : Thomas Beale (épisode 4)
- Michael McMillian : Paul Cartwright (épisode 4)
- Alex Kingston : Lucy Costin (épisode 6)
- Joyce Van Patten : Paula (épisode 6)
- Fredric Lehne : George (épisode 7)
- Laurie Metcalf : Susan Hopkins (épisode 8)
- Andrea Bowen : Becky Grolnick (épisode 8)
- Melora Hardin : Pamela Seaver (épisode 13)
- Theo Rossi : Corey Williams (épisode 14)
- Christina Hendricks : Rachel Gibson (épisode 17)
- Jonathan Banks : Sal Marcello (épisode 17)
- Kevin Alejandro : Casey Miller (épisode 18)
- Perry King : Walter Mulligan (épisode 20)
- Monica Keena : Heidi Peyton (épisode 20)
- Gina Torres : Tyra Hughes (épisode 20)
- Mark Pellegrino : Sadik Marku (épisode 22)
- Mark Sheppard : Ioannis 'Johnny' Patani (épisode 22)
- Viola Davis : Audrey Williams (épisode 23)
- George Newbern : Ross Garner (épisode 23)
- Scout Taylor-Compton : Emily Grant (épisode 23)
- Michael Trevino : Carter Rollins (épisode 23)
- Natalie Zea : Jennifer Nichols (épisode 24)
- Jason Priestley (VF : Luq Hamet) : Allen Davis (épisode 24)

## Épisodes

### Épisode 1:Traqué
- États-Unis : 29 septembre 2005 sur CBS[2]

- Charles Mesure (Emil Dornvald)
- Anna Belknap (Paige Hobson)
- Jason George (Adisa Teno)
- Ray Baker (Victor Fitzgerald)
- Napiera Groves (Lila Green)
- Desmond Robertson (William Neru)
- Charles Parnell (Isaiah Nuru)
- Adam Paul (Owen)
- Ned Vaughn (Ted Banes)
- Beth Tapper (Dr Klein)

### Épisode 2:Un monde dangereux
- États-Unis : 6 octobre 2005 sur CBS

- Shane Haboucha (Ryan Wallace)
- Rhonda Aldrich (Mrs. Lane)
- Fritz Greve (Mr. Lane)
- Brooke Bloom (Claire Wallace)
- Monique Edwards (Principal Simmons)
- Joshua Gomez (James Mackeroy)
- Richard Jenik (Ben Harrison)
- John C. McDonnell (Coach Forgione)
- Mandy Nuce (Marissa)
- Kenneth Schmidt (Charlie Lane)
- Michael Welch (Lance)

### Épisode 3:Renaissance
- États-Unis : 13 octobre 2005 sur CBS

- Roselyn Sanchez (Elena Delgado)
- Peyton List (Dina Kingston)
- Shelly Cole (Nicki Tyler)
- Laivan Greene (Barbara)
- Sydney Walsh (Virginia)
- Alex Hyde-White (Luther)
- Kyle Colerider-Krugh (Arnie West)
- Joshua Gomez (James Mackeroy)
- Jack Stehlin (Carl Van Etten)

### Épisode 4:Le temps perdu
- États-Unis : 20 octobre 2005 sur CBS

- Justin Kirk (Thomas Beale)
- Ashlee Gillespie (Skye Petersen)
- Eve Gordon (Marian Petersen)
- Michael McMillian (Paul Cartwright)
- Brixton Karnes (Wayne Gorn)
- Sarah Zimmerman (Carrie Litton)
- Don Swayze (Randy Stone)
- Colin Fickes (Sean)
- Jerry Weil (Roger Nance)

### Épisode 5:Traditions
- États-Unis : 27 octobre 2005 sur CBS

- Nicole Bilderback (en) (Wendy Kim)
- Jodi Long (Mrs. Kim)
- Chad Donella (Brad Stone)
- Kelvin Yu (Jin Kim)
- John Ales (George Zousmer)
- Parry Shen (Steven Park)
- Jonathan Nichols (Walter Cole)
- Gabriel Tigerman (Eli)
- Jeff Cahill (Victor Pratt)

### Épisode 6:Voyage au Mexique
- États-Unis : 3 novembre 2005 sur CBS

- Alex Kingston (Lucy Costin)
- Joyce Van Patten (Paula)
- Carlos Gómez (Hector Cruz)
- Elizabeth Dennehy (Victoria)
- Dean McDermott (James Costin)
- Paul Collins (Howard)
- Marcia del Mar (Rosa Escobar)
- Gabriel Tigerman (Eli)

### Épisode 7:Un dernier combat
- États-Unis : 10 novembre 2005 sur CBS

- Gordon Clapp (Bill Shields)
- Katie Mitchell (Julie Shields)
- Fredric Lehne (George)
- Jackie Debatin (Sandra)
- Brett Rickaby (Jamie Wolfe)
- Andrew Borba (Ruben)
- Danielle Chuchran (Melissa)

### Épisode 8:De l'autre côté
- États-Unis : 17 novembre 2005 sur CBS

- Laurie Metcalf (Susan Hopkins)
- Josh Wise (Shawn Hopkins)
- Andrea Bowen (Becky Grolnick)
- Cynthia Sophiea (Marsha Grolnick)
- Barry Sigismondi (Cop)
- Matt Craven (Larry Hopkins)

### Épisode 9:Cavalier seul
- États-Unis : 24 novembre 2005 sur CBS

- Mary Elizabeth Mastrantonio (Anne Cassidy)
- William Russ (Max Cassidy)
- Marcus Chait (Jimmy Haggerty)
- Albie Selznick (Phil Hinners)
- Larry Cedar (Ray Pallides)
- Bobby Nish (Mr. Ronin)

### Épisode 10:Amnésie
- États-Unis : 8 décembre 2005 sur CBS

- Melissa Sagemiller (Carmen Kuskowski)
- Matt Malloy (Sasha Nichols)
- Tara Karsian (Laurie)
- Rebecca Lowman (Dr. Raker)
- Marcelo Tubert (Hiresh Aryal)
- Linara Washington (Shannon Kelso)
- Martin Landau (Frank Malone)

### Épisode 11:Le Sang versé
- États-Unis : 5 janvier 2006 sur CBS

- Eugene Byrd (Cole Warren)
- Mary Elizabeth Mastrantonio (Anne Cassidy)
- Darris Love (Orlando Davidson)
- Brandon Mychal Smith (Trevor)
- Tyrees Allen (Reverend Hovis)
- Sophina Brown (Dr. Lydia Adams)
- Sean McGowan (Joe Baron)
- Russell Richardson (Amos Burnett)

### Épisode 12:Le Patient X
- États-Unis : 19 janvier 2006 sur CBS

- Allison Smith (Gina Hill)
- Rodney Rowland (Vince Weaver)
- Michael Reilly Burke (Don McGraw)
- Joe Guzaldo (Dr. Richard Seidel)
- Joseph Sikora (Malcolm Neilus)
- Stephanie Venditto (Dr. Lisa Harris)
- Roxanne Day (Drew Sharp)
- Kristin Brye (Toni)

### Épisode 13:Enragée
- États-Unis : 26 janvier 2006 sur CBS

- Joanna Canton (Claire Hunter)
- Melora Hardin (Pamela Seaver)
- Jack McGee (Charlie Harvey)
- Robert Mailhouse (Mr. Seaver)
- Cody Ahnen (Ray Seaver)
- Katie Kreisler (Angela)
- Jim Pirri (en) (Mitch)
- Kitty Swink (en) (Ms. Evans)
- Martin Papazian (Pete Natale)

### Épisode 14:Justice expéditive
- États-Unis : 2 février 2006 sur CBS

- Scott Holroyd (Andy Reynolds)
- Nick Chinlund (Nelson)
- Mary Beth Fisher (Doreen)
- Mandy June Turpin (Maj. Susan Malloy)
- Keiko Agena (Kimiko)
- James MacDonald (Kevin)
- Hiroki Matsukata (Asakawa)
- Theo Rossi (Corey Williams)

### Épisode 15:Trophées de chasse
- États-Unis : 9 février 2006 sur CBS

- Mary Elizabeth Mastrantonio (Anne Cassidy)
- Meeghan Holaway (Leah Robinson)
- Christopher Shyer (Ken Robinson)
- Ned Schmidtke (Greg the Minister)
- Brandon Quinn (Barman)
- Russell Soder (Trey Hinton)
- Valerie Wildman (Staci Newman)

### Épisode 16:La Loi du marché
- États-Unis : 2 mars 2006 sur CBS

- Joseph Castanon (Ethan Heller)
- Peter O'Meara (Jim Heller)
- Robin Thomas (Michael Fletcher)
- Kimberly Quinn (Stephanie Heller)
- Lawrence Monoson (Allan)
- Michelle Azar (Maria Villante)
- Natalia Baron (Chandra)
- Mary Chris Wall (Dr. Scotto)

### Épisode 17:Confidences
- États-Unis : 9 mars 2006 sur CBS

- Christina Hendricks (Rachel Gibson)
- Frankie Ingrassia (Bianca Stone)
- Jonathan Banks (Sal Marcello)
- Chris Marrs (Peter Hill)
- Vic Polizos (Carlo)
- Sam Pancake (Michael Mills)
- Stephen Marcus (Roger)
- Dominic Scott Kay (Eli)
- Masi Oka (Wei Fan)

### Épisode 18:Addictions
- États-Unis : 30 mars 2006 sur CBS

- Will Rothhaar (Matt Jameson)
- Kevin Alejandro (Casey Miller)
- Katy Selverstone (Nadine Jameson)
- Brandon Fobbs (Zach)
- Erik Passoja (Ramsey Gorman)
- Steven Gilborn (Abe Golde)
- Davenia McFadden (Mrs. Aldridge)
- Nike Doukas (Mrs. Parker)

### Épisode 19:Heureux événement
- États-Unis : 13 avril 2006 sur CBS

- Heather McComb (Megan Sullivan)
- David Newsom (en) (Brian Sullivan)
- Larissa Laskin (Linda Ryder)
- Betty Buckley (Catherine Ryder)
- Joel Bissonnette (en) (Justin Pomeroy)
- Kelly McNair (Jane Carlson)
- Alex Alexander (Laura Johnston)
- Steven Anderson (Dr. Stepenosky)
- Wendy Schenker (infirmière Marie)
- Claudette Roche (Dr. Barnes)

### Épisode 20:Le Refuge
- États-Unis : 20 avril 2006 sur CBS

- Perry King (Walter Mulligan)
- Monica Keena (Heidi Peyton)
- James Snyder (Breck Mulligan)
- Gina Torres (Tyra Hughes)
- Belinda Waymouth (Betty Danforth)
- Susan Diol (Carol Whitney)
- Navid Negahban (Nazar Rahim)
- Tom Parker (Todd Kipling)
- Ivo Nandi (Felipe)

### Épisode 21:Sous la glace
- États-Unis : 27 avril 2006 sur CBS

- Mary Elizabeth Mastrantonio (Anne Cassidy)
- Katija Pevec (Kelly McMurphy)
- James McCauley (Pete McMurphy)
- Tracey Needham (Joanie McMurphy)
- Tim Ransom (Linus Newell)
- Tracy Howe (Wade Covington)
- Aaron Perilo (Bobby Hillman)
- Amy Rider (Maddie Porter)
- Kevin Sizemore (Ray Mullins)

### Épisode 22:Requiem
- États-Unis : 4 mai 2006 sur CBS

- Mark Pellegrino (Sadik Marku)
- Karl Makinen (Ted Jordano)
- Mark Sheppard (Ioannis 'Johnny' Patani)
- Jenna Gavigan (Nicole Jordano)
- Bret Loehr (Dylan Jordano)
- Tommy Savas (Kevin Burke)
- Ron Perkins (Mr. Levine)
- Corri English (Amy Jordano)

### Épisode 23:Dans la balance
- États-Unis : 11 mai 2006 sur CBS

- Viola Davis (Audrey Williams)
- George Newbern (Ross Garner)
- Lynn Whitfield (Paula Van Doren)
- Marin Mazzie (Karyn Grant)
- Scout Taylor-Compton (Emily Grant)
- Arjay Smith (Darnell Williams)
- Johnny Whitworth (Miles Sussmann)
- Kevin Jackson (Curtis Cook)
- Scott Lawrence (Carl Williams)
- Michael Trevino (Carter Rollins)

### Épisode 24:Des vies qui se croisent
- États-Unis : 18 mai 2006 sur CBS

- Mary Elizabeth Mastrantonio (Anne Cassidy)
- Natalie Zea (Jennifer Nichols)
- Brian Howe (Grant Stoker)
- Lauren Bowles (Lucy Stoker)
- Curtis Mark Williams (Eric Jensen)
- Ingrid Sanai Buron (Renee)
- Jason Priestley (Allen Davis)
- Joseph Will (Agent Bartlett)